# Slim Belkhodja
Pour les autres membres de la famille, voir Famille Belkhodja.
 (août 2024).
Slim Belkhodja, né le 23 novembre 1962 à Tunis[réf. souhaitée], est un joueur d'échecs franco-tunisien, grand maître international depuis 2002. Il est affilié à la Fédération française des échecs de 1983 à 2001 et représente la Tunisie dans certaines compétitions.

## Palmarès
Il est inscrit, de 1983 à 2001, auprès de la Fédération française des échecs dans les classements de la Fédération internationale des échecs. Il remporte le 58e championnat d'échecs de Paris en 1985. La même année, il représente la France au championnat du monde par équipes des moins de 26 ans à Mendoza. En 1989, il remporte le tournoi de Béthune.
Il participe également au championnat du monde de la FIDE en 2002 mais se fait éliminer au premier tour par Rafael Vaganian. Il finit ex æquo avec Murtas Kazhgaleïev lors du 27e mémorial « Syre » d'Issy-les-Moulineaux en 2004. Il est sorti au premier tour de la coupe du monde d'échecs 2005 par Sergei Tiviakov.
Belkhodja représente la Tunisie aux olympiades en 1982, 1984, 2002, 2004, 2006 et 2008.
Quintuple champion de Tunisie en 1983, 2002, 2004, 2005 et 2006[réf. nécessaire], il termine premier du championnat arabe d'échecs en 2001 et vice-champion d'Afrique à Lusaka en 2005.